# Santo Semeraro
Santo Filippo Neri Semeraro (Mesagne, 26 maggio 1900 – Roma, 3 febbraio 1965) è stato un antifascista e politico italiano.

## Biografia
Nacque a Mesagne il 26 maggio 1900 da Francesco e da Caterina De Pasquale. Si sposò ed ebbe due figlie e lavorò come capitano nella marina mercantile.
Si iscrisse al Partito Socialista Italiano svolgendo, con il cugino Eugenio Santacesarea, un'intensa attività a Mesagne. Nel giugno 1924 emigrò negli Stati Uniti d'America, dove rimase per circa due anni, per poi trasferirsi in Francia a Parigi. Nella capitale francese, per la forte propaganda contro il regime fascista, venne colpito da decreto di espulsione dal territorio francese. Nel 1928 riparò in Lussemburgo, dove incontrò Giuseppe Sardelli e iniziò a scrivere per L'operaio italiano sotto lo pseudonimo di Filippo Neri.
Nel 1933 si trasferì nuovamente a Parigi e si spostò verso teorie massimaliste, passando al comunismo. A causa della sua attività politica, venne arrestato alla frontiera di Bardonecchia il 6 ottobre 1942, rimpatriato e assegnato al confino per cinque anni alle isole Tremiti. Venne liberato il 18 agosto 1943.
Nel dopoguerra organizzò il PCI nella provincia di Brindisi. Venne eletto deputato nella I e nella II Legislatura. Dopo l'invasione dell'Ungheria da parte dell'Unione Sovietica passò al Partito Socialdemocratico.